# HD 181433 d
HD 181433 d es un planeta extrasolar situado a unos 87 años luz el nombre de distancia en la constelación de Pavo, en órbita alrededor de la estrella HD 181433.